# Anatoli Kónev
Anatoli Konstantínovich Kónev, en ruso: Анатолий Константинович Конев(nacido el 10 de junio de 1921 y muerto el 9 de noviembre de 1965) fue un jugador soviético de baloncesto. Consiguió cinco medallas en competiciones internacionales con la selección de la Unión Soviética.